# The Motive and the Cue
The Motive and the Cue è un'opera teatrale di Jack Thorne, portata al debutto a Londra nel 2023.
Diretta da Sam Mendes e basata sui libri John Gielgud Directs Richard Burton di Richard L. Sterne e Letters from an Actor di William Redfield, la pièce ripercorre il processo delle prove della produzione di Broadway dell'Amleto del 1964, in cui John Gielgud diresse Richard Burton nel ruolo del principe di Danimarca.

## Trama
New York, 1964. Le prove di un nuovo allestimento dell'Amleto a Broadway sono in corso. Il leggendario interprete shakespeariano John Gielgud dirigere la nuova versione della tragedia, in cui Richard Burton affronta per la prima volta il ruolo di Amleto. Tuttavia, il rapporto tra i due diventa rapidamente teso: le prove sono assediate dai fotografi, desideri di paparazzare Burton ed Elizabeth Taylor, mentre Gielgud fatica ad imporre il suo stile e la sua visione dell'opera sulla star di Hollywood.

## Debutto
L'opera ha avuto la sua prima mondiale al National Theatre di Londra nell'aprile 2023, con la regia di Sam Mendes e un cast composto da Johnny Flynn (Richard Burton), Mark Gatiss (John Gielgud), Tuppence Middleton (Elizabeth Taylor), Allan Corduner (Hume Cronyn), Ryan Ellsworth (George Voskovec), Luke Norris (William Redfield) e Janie Dee (Eileen Herlie). La pièce è stata accolta positivamente dal gran parte della critica, tanto da essere stata immediatamente riproposta nel West End londinese, in cartellone al Noël Coward Theatre (dove Gielgud interpreò Amleto) tra il dicembre 2023 e il marzo 2024. L'opera è stata candidata a tre Premi Laurence Olivier, il massimo riconoscimento del teatro inglese.

## Riconoscimenti
- 2024 - Premio Laurence Olivier
  - Miglior attore a Mark Gatiss
  - Candidatura per la migliore nuova opera teatrale
  - Candidatura per la miglior regia a Sam Mendes